# Síň rodáků (Jimramov)
Síň rodáků je muzeum a pamětní síň v Jimramově, založena byla v roce 1998. Umístěna je na náměstí Jana Karafiáta v Jimramově, v bývalé škole čp. 162. Zřizována a provozována je městysem Jimramov. 

## Historie
Budova bývalé školy byla postavena v roce 1801 a nechal ji vystavět hrabě Antonín Belcredi, do roku 1986 v ní sídlila místní škola a později byla rekonstruována a od roku 1998 je v budově uloženo několik různých expozic. Síň byla rekonstruována dle návrhu Jana Doležala, realizaci pak obstarala kulturní komise městyse Jimramova. V roce 2002 byla otevřena expozice Život a dílo Jana Karafiáta.

## Expozice
V Síni rodáků je umístěno několik stálých expozic, první je Síň rodáků Jimramovska, její součástí je i původní diorama Broučků od Jiřího Trnky, dalšími zmiňovanými rodáky či obyvateli jsou Jan Karafiát, Alois a Vilém Mrštíkovi, Karel Slavíček, Matěj Josef Sychra či Michal Blažek, František Žemlička, Čeněk Dobiáš, Bohuslav Kozák. Diorama bylo vytvořeno pro světovou výstavu Expo 1938, posléze však bylo vystaveno až po druhé světové válce na Expo 1958. 
Dalšími expozicemi jsou expozice Život na Vysočině a Život a dílo Jana Karafiáta. V expozici Život na Vysočině je vystaven vyřezávaný betlém. Součástí sbírky o životě a díle Jana Karafiáta je i původní nábytek Jana Karafiáta.
V budově je také Výstavní síň u sv. Jana.